# Micheline Ostermeyer
Micheline Ostermeyer, francoska atletinja in pianistka, * 23. december 1922, Rang-du-Fliers,, Francija, † 17. oktober 2001, Bois-Guillaume,
Francija.
Nastopila je na poletnih olimpijskih igrah leta 1948, kjer je osvojila naslova olimpijske prvakinje v suvanju krogle in metu diska ter bronasto medaljo v skoku v višino. Na evropskih prvenstvih je osvojila srebrno in bronasto medaljo v suvanju kroge in bronasto medaljo v teku na 60 m z ovirami. 